# L'Ascension et autres récits
L'Ascension et autres récits est un album de bande dessinée en noir et blanc.
- Scénario et dessins : Marc-Antoine Mathieu (Jean-Luc Mathieu, frère de l'auteur, a néanmoins collaboré au scénario de certaines des histoires de cet album)

## Publication

### Éditeurs
- Delcourt (2005)  (ISBN 2-84789-161-7)